# Zapadna zona (Sijera Leone)
Zapadna zona ili Poluotok Freetown (nekad kolonija Sijera Leone) jedna je od četiri administrativne jedinice Sijera Leonea. 
Sastoji se glavnog grada Freetowna, koji je ujedno i najstariji grad te okolnih gradova i sela. Obuhvaća površinu od 557 km², a ima populaciju od 1,447,271 stanovnika. 
Zapadna zona smještena je uglavnom oko poluotoka te je podijeljena u dva okruga: 
- Zapadna ruralna zona i
- Zapadna urbana zona.

Prema sjeveroistoku, Zapadna zona graniči sa Sjevernom provincijom, na jugoistoku graniči s Južnom provincijom. Međutim, najveća granica Zapadne zone je obala Atlantskoga oceana. To je jedina administrativna jedinica Sijera Leonea, koja ne graniči ni s jednom stranom državom.